# Roberto Fresnedoso
Roberto Luis Fresnedoso Prieto (ur. 15 stycznia 1973 w Toledo) – hiszpański piłkarz występujący na pozycji pomocnika. Trener piłkarski.

## Kariera klubowa
Fresnedoso karierę rozpoczynał w 1990 roku w Gironie, grającej w Segunda División B. Spędził tam sezon 1990/1991, a następnie, przez dwa sezony występował w zespole tej samej ligi - Hospitalet. W 1993 roku został graczem Espanyolu z Primera División. W lidze tej zadebiutował 20 czerwca 1993 w przegranym 0:2 meczu z Athletikiem Bilbao. W sezonie 1992/1993 spadł z zespołem do Segunda División, jednak w kolejnym awansował z nim z powrotem do Primera División. 9 października 1994 w przegranym 1:3 pojedynku z Realem Betis strzelił pierwszego gola w Primera División. W Espanyolu grał do końca sezonu 1994/1995.
W 1995 roku Fresnedoso przeszedł do Atlético Madryt, także grającego w Primera División. W sezonie 1995/1996 zdobył z nim mistrzostwo Hiszpanii oraz Puchar Króla. Część sezonu 1997/1998 spędził na wypożyczeniu w Espanyolu, a potem wrócił do Atlético. W sezonie 1999/2000 spadł z nim do Segunda División. Zawodnikiem Atlético był jeszcze przez dwa sezony. W 2002 roku odszedł do Salamanki, również występującej w drugiej lidze. Jej barwy reprezentował w sezonie 2002/2003.
W 2003 roku Fresnedoso przeniósł się do pierwszoligowego Realu Murcia. Na początku 2004 roku odszedł stamtąd do Rayo Vallecano (Segunda División), gdzie grał do końca sezonu 2003/2004. Potem występował w drużynie Cultural Leonesa (Segunda División B), gdzie w 2005 roku zakończył karierę.
W Primera División rozegrał 168 spotkań i zdobył 17 bramek.

## Kariera reprezentacyjna
Fresnedoso występował w reprezentacji Hiszpanii U-21 oraz U-23.
W 1996 roku był członkiem reprezentacji na letnich igrzyskach olimpijskich, zakończonych przez Hiszpanię na ćwierćfinale.
W tym samym roku zagrał też na mistrzostwach Europy U-21.